# Piper fortunyoanum
Piper fortunyoanum är en pepparväxtart som beskrevs av William Trelease. Piper fortunyoanum ingår i släktet Piper och familjen pepparväxter. Inga underarter finns listade i Catalogue of Life.